# Шадичи Горни
Шадичи Горни (на сръбски: Шадићи Горњи) е село в Босна и Херцеговина, разположено в община Власеница, в ентитета на Република Сръбска. Намира се на 693 метра надморска височина. Населението му според преброяването през 2013 г. е 45 души, от тях: 45 (100,00 %) сърби.

## Население
Численост на населението според преброяванията през годините:
- 1961 – 265 души
- 1971 – 336 души
- 1981 – 258 души
- 1991 – 236 души
- 2013 – 45 души